# Ливорно (коммуна)
Ливорно — коммуна в Суринаме, расположенная в районе Парамарибо. Её население согласно переписи 2012 года составляло 8209 человек.
Граничит на севере с пригородом Беекхёйзен, на востоке с рекой Суринам, на юге с пригородом Хоттун, а на западе с пригородами Понтбёйтен и Латоур.